# Акоп Ішханян
Акоп Ішханя́н (вірм. Հակոբ Իշխանյան; англ. Hagop Ishkanian, народився 27 липня 1938 в Каїрі) — вірменський художник і скульптор, який працював у США і СРСР.

## Життєпис
Народився 27 липня 1938 року в Каїрі (Єгипет). 1948 року емігрував з родиною в СРСР, закінчив 1968 року художньо-театральний факультет Єреванського державного університету. Брав участь у низці республіканських і всесоюзних виставок. Від 1968 року член Спілки художників Вірменської РСР, до 1977 року викладав у Єреванському педагогічному інституті. 1977 року емігрував до США. Роботи Акопа Ішханяна виставлені в Національній галереї Вірменії, а також представлені у приватних колекціях по всьому світу.
У США Ішханян працював дизайнером, створюючи різні скульптури та картини на замовлення, а також викладаючи ювелірну справу в центрі мистецтв Джослін у Торренсі від 1990 до 1994 року. Також відомий як філателіст — збирав марки з 1960-х років. Він розробив сотні унікальних марок, зокрема ювілейну марку Вірменської асоціації філателістів. Від 2000 року Ішханян створює ескізи пам'ятних золотих і срібних монет.

## Сольні виставки
- 1988 — ArtCenter College (Пасадена, США)
- 1994 — Biscotti Books (Пасадена, США)

## Групові виставки

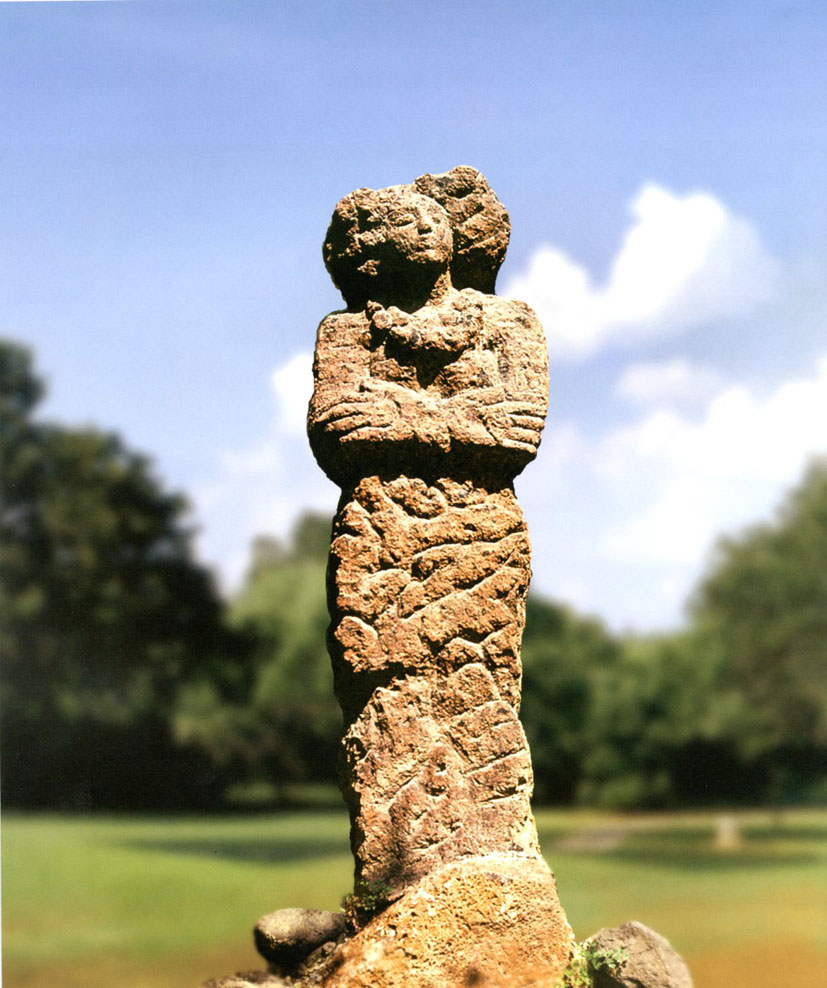
Анахіт

- 1967 — Болгарія
- 1969 — Польща
- 1971 — Чехословаччина
- 1979 — Скайлайн-центр, Топанга, США
- 1985 — Вірменський центр, Детройт, США
- 1987 — Галерея Річарда/Беннетта, Лос-Анджелес, США
- 1987 — Галерея Евіан, Нью-Йорк, США
- 1988 — Даунтаун Шоу, Лос-Анджелес, США
- 1989 — Центр мистецтв Джослін, Торренс, США
- 1993 — Центр мистецтв Джослін, Торренс, США
- 1997 — California Dreamin, Фестиваль мистецтва в Лонг-Біч, США
- 1998 — Музей мистецтва, Дауні, США
- 2011 — Сила мистецтва, Королівська галерея, Бербанк, США
- 2014 — Історія і пейзаж, музей Арарат-Ескіджян, Мішн-Гіллз, США

## Галерея

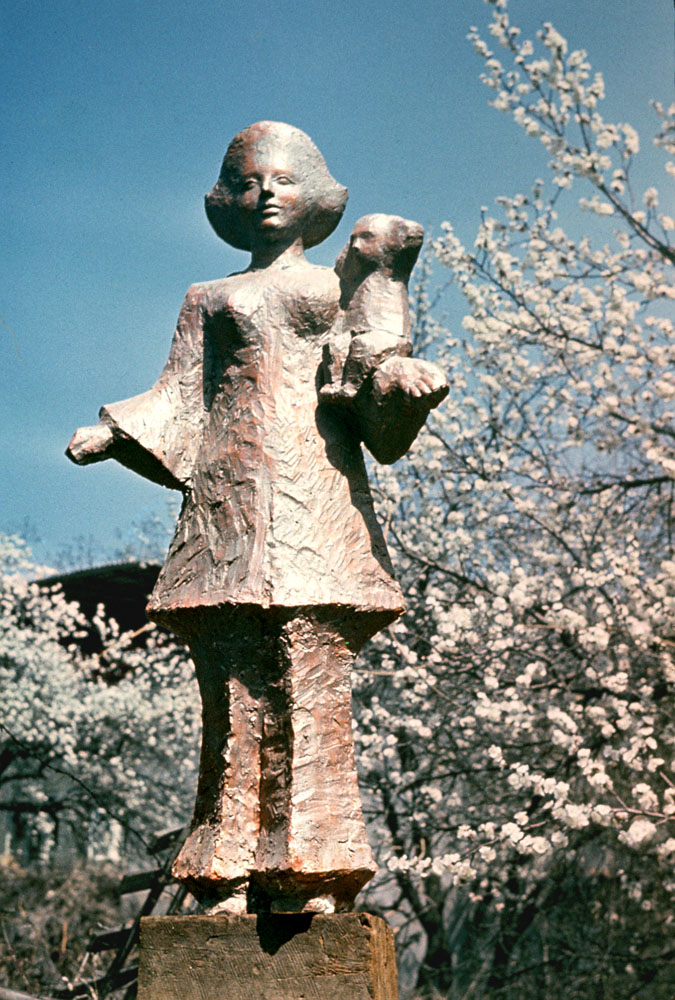
Мир дітям
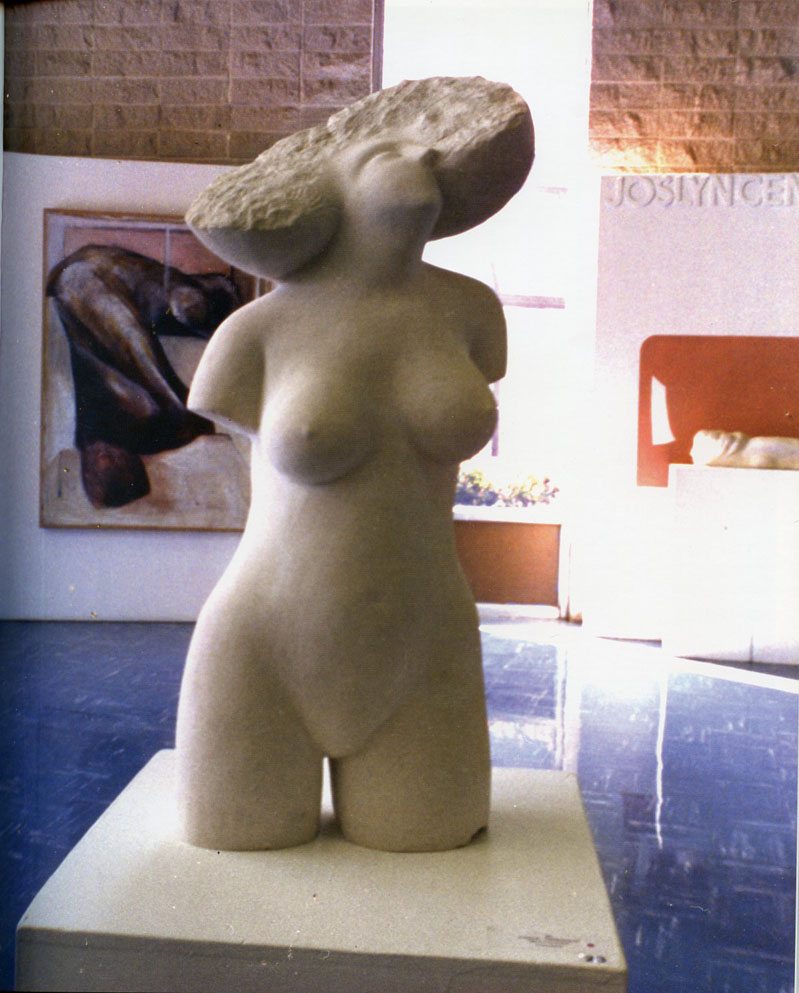
Екстаз
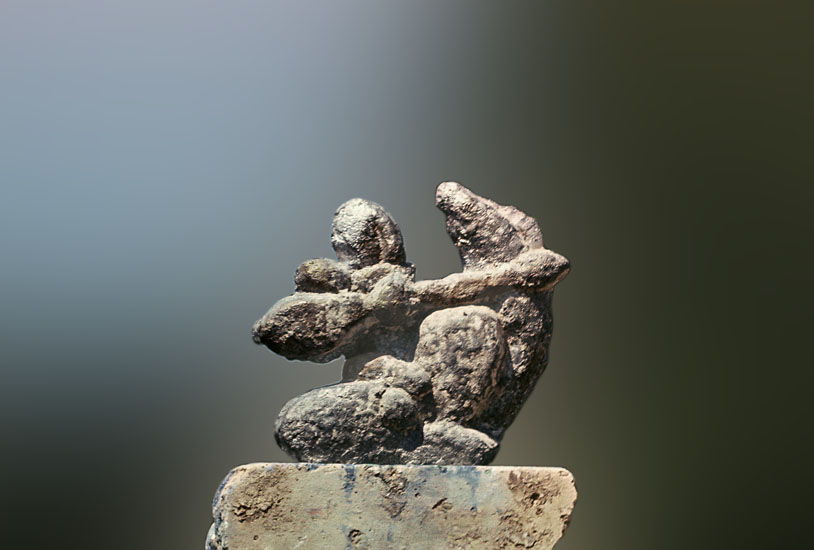
Стрілець
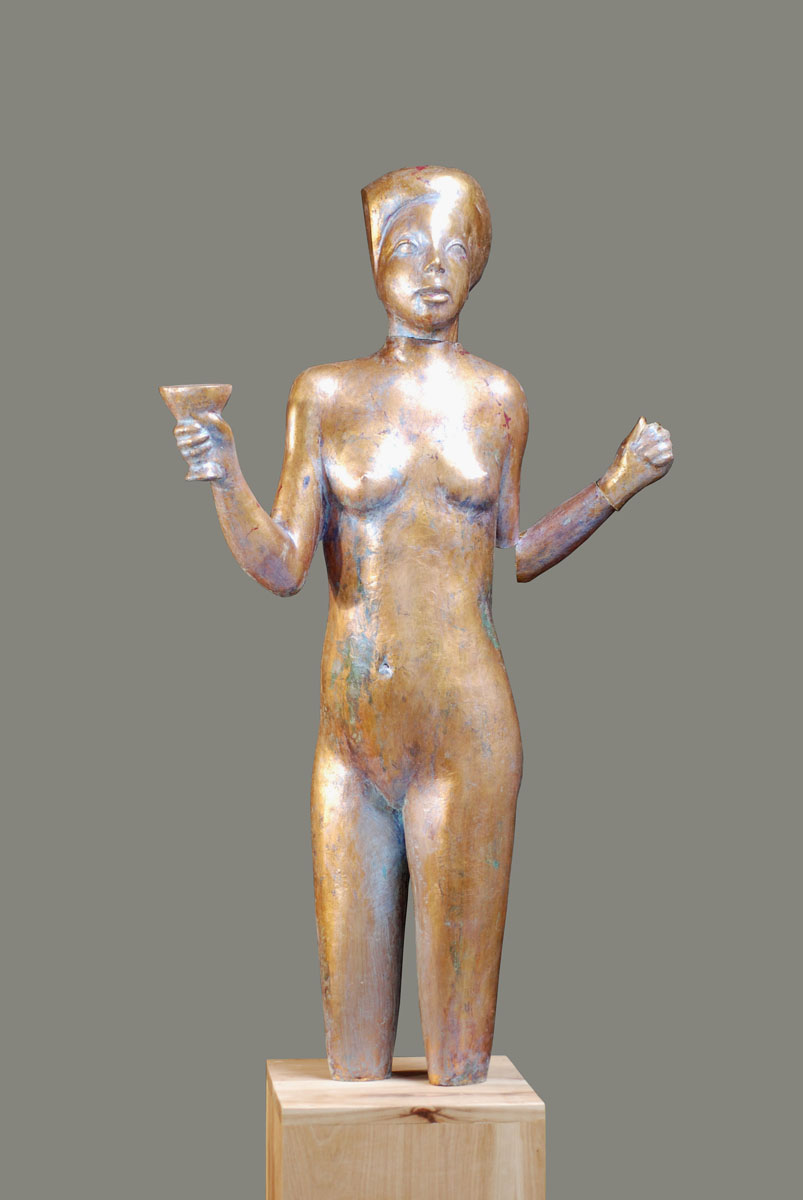
Радість
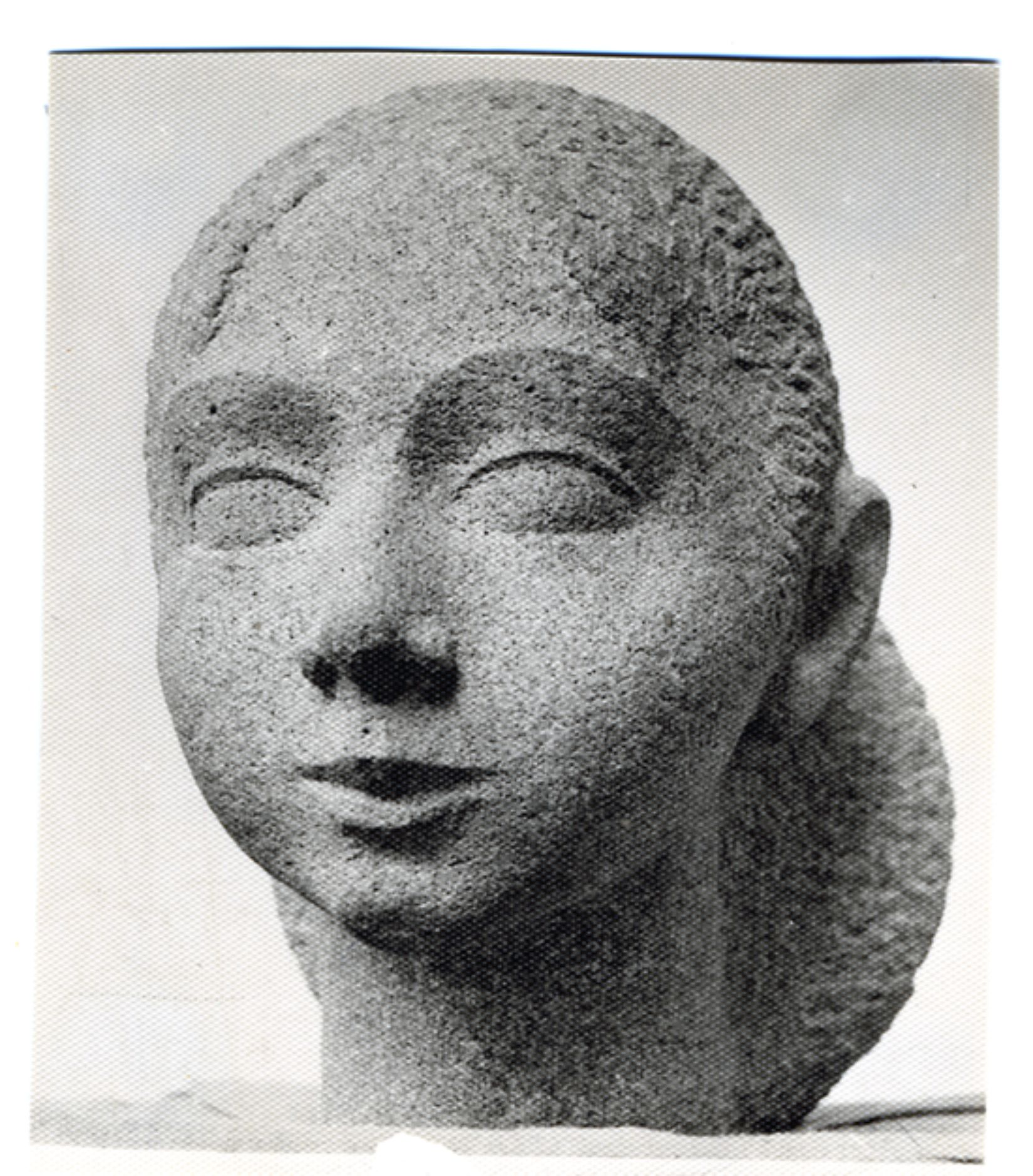
Цохік